# آر مرغ بهشتی
آر مرغ بهشتی یک ستاره است که در صورت فلکی مرغ بهشتی قرار دارد.